# Зелени (Удмуртия)
Зелени — деревня в Камбарском районе Удмуртии. Входит в состав Армязьского сельского поселения.

## География
Деревня расположена на юго-востоке республики на расстоянии примерно в 25 километрах по прямой к северу от районного центра Камбарки.
Часовой пояс
Деревня Зелени как и вся Удмуртия, находится в часовой зоне МСК+1. Смещение применяемого времени относительно UTC составляет +4:00.

## Население
| 2010 | 2012 |
| ---- | ---- |
| 0    | →0   |

Национальный состав
Согласно результатам переписи 2002 года, население отсутствовало.